# Phlogochroa
Phlogochroa is een geslacht van vlinders van de familie spinneruilen (Erebidae), uit de onderfamilie Calpinae.

## Soorten
- P. albiguttata Hampson, 1926
- P. albiguttula Hampson, 1926
- P. basilewski Berio, 1956
- P. basilewskyi Berio, 1956
- P. fontainei Berio, 1956
- P. haematoessa (Holland, 1894)
- P. haemorrhanta (Bethune-Baker, 1911)
- P. madecassa Viette, 1972
- P. melanomesa Hampson, 1926
- P. melanosemesa Hampson, 1926
- P. pyrochroa (Bethune-Baker, 1909)
- P. raketaka Viette, 1972
- P. rubida (Holland, 1920)
- P. sejuncta (Walker, 1869)